# Музей історії Тимуридів
Музей історії Тимуридів — державний музей у столиці Узбекистану місті Ташкенті, що висвітлює період правління Аміра Тимура (Тамерлана) і всієї династії Тимуридів, створений за незалежності країни (1996); один з найвідоміших узбецьких музеїв у світі.

## Загальні дані
Музей історії Тимуридів міститься в оригінальній сучасній будівлі, й розташований за адресою: вул. Аміра Темура, буд. 1, м. Ташкент—700000 (Узбекистан).
Будівля музею являє собою круглу за формою споруду у вигляді амфітеатру з куполом блакитного кольору у стилі відомих середьоазійських архітектурних пам'яток. На стіни нанесені каліграфічні написи, що символізують життєві начала. Не менш гарною є внутрішня обстанова та оздоблення приміщення музею: купол зсередини покритий сусальним золотом, на його ремонт було використано 20 кілограмів золота. Ще одне прикраса музею — кришталева люстра з 106 000 кристалічними підвісками заввишки 8,5 м, виконана ташкентським заводом «Онікс».
Музейний заклад відкритий для відвідання щодня від 10:00 до 17:00, вихідний день — понеділок.

## З історії та сьогодення музею
Державний музей історії Темурідов був зведений у центрі Ташкента до 660-річчя Аміра Темура, і був офіційно відкритий 18 жовтня 1996 року.
Від перших днів свого існування музей став осередком наукової думки та просвітницької роботи.
У 2006 році музей відзначав свій 10-літній ювілей, на честь чого було відкрита нова експозиція — «10 років Державному музею історії Темуридів». За даними адміністрації музею, протягом десяти років тут пройшло близько 30 виставок на різні теми, а унікальні музейні експонати демонструвалися на міжнародних виставках, що пройшли у Франції, США, Німеччини, Австрії. Від дня утворення музей відвідало близько 1,5 млн осіб, понад 400 офіційних делегацій.
Музей історії Тимуридів включений до Ради Міжнародного комітету музеїв, у яку входять всі найбільші скарбниці світу, що мають унікальні колекції.

## Експозиція
У фондах Музею історії Тимуридів зберігається понад 1,7 тисяч експонатів, які відображають історію Узбекистану від XV століття. Музей має у своєму розпорядженні колекцією матеріалів про Аміра Тимура та його нащадків — представників династії Тимуридів, в тому числі таких славетних, як великий вчений і правитель Мавераннахру Улугбек, правитель Хорасану Хусейн Байкара, чудовий поет, історик і засновник держави Бабуридів у Індії (Великих Моголів) Захіриддін Мухаммад Бабур.
Експонати музею мають величезну історичну цінність. Це ювелірні вироби, предмети озброєння, одяг воєначальників і рядових воїнів, музичні інструменти, астрономічні прилади Улугбека і багато інших культурних цінностей, що стосуються епохи Темуридів.
В експозиції музею також представлені археологічні, етнографічні та нумізматичні матеріали, орнаменти, предмети, що потрапили в державу Аміра Тимура через Великий Шовковий шлях. Тут можна на власні очі побачити такі цінні історичні документи, як листування Аміра Тимура та його нащадків з європейськими монархами, вишукані мініатюри, копії картин Аміра Тимура, написані європейськими майстрами того часу. Оригінали цих картин у теперішній час перебувають у будівлі Національної бібліотеки Франції.
Професійно вибудувана експозиція музею передає дух епохи Темурідов, несе багатющу інформацію про державу, суспільне життя і культуру Середньовіччя. Експонати об'єднані за темами:
- «Культура та історія писемності в Узбекистані»;
- «Місто-фортеця Шохрухія»;
- «Наша спадщина за кордоном»;
- «Амір Темур-Клавіхо-Самарканд»;
- «Епізоди з життя Аміра Темура»;
- «Амір Темур і Темуріди — очима художників»;
- «Епоха Аміра Темура і Темуридів з точки зору вчених і письменників».

У музеї є також кімната, в якій зберігаються подарунки, як від глав держав, так і від простих громадян, — від вишивальниці золотом з Бухари до скульптурної композиції американського художника Стівена Честера Бізлі.

## Виноски
1. ↑  Музей історії Темуридів [Архівовано 28 листопада 2010 у Wayback Machine.] на www.orexca.com («Орієнтал експрес Центральна Азія», вебресурс, присвячений мандрівкам та туризму до Центральної Азії) [Архівовано 7 січня 2010 у Wayback Machine.] (англ.) (рос.)
2. ↑  Державний музей історії Темуридів на www.tashkent-hotels.com [Архівовано 11 січня 2012 у Wayback Machine.] (рос.)